# Alf (nordisk mytologi)
 For alternative betydninger, se Alf. (Se også artikler, som begynder med Alf)
Alf (norrønt álfr) er i den før-kristne germanske og nordiske mytologi navnet på et væsen, der tilhørte en særlig kategori af guddommelige væsner, med en meget fremtrædende plads i religionen. 
Det blev senere i folkloren til et kollektivnavn for en heterogen skare af eventyrlige og overnaturlige væsner. I sin oprindelige før-kristne form blev alferne sandsynligvis opfattet som en personificering af det land og den natur, der omgav menneskene, dvs. den opdyrkede jord, gården og de naturressourcer, som hørte dertil. (se også animisme). De var guddommelige eller delvis guddommelige væsener, der besad magiske kræfter, som de brugte både til fordel og ulempe for menneskene. Alferne var blot én gruppe af magter ud af mange i den nordiske mytologi, der udover de mægtigste aser og vaner også rummede diser, norner, dværge, fylgjer, jætter, vølver, valkyrier og vætter. De fleste af disse mindre magter var navnløse og kollektive, og kun enkelte rager op som navngivne skikkelser. Tilsyneladende blev alferne opdelt i to grupper, en lys og en mørk, men der er ikke enighed i forskningen om, hvordan man skelnede mellem de to grupper. Lysalferne har på deres side mange ligheder med vaner og aser, mens de mørke svartalfer har mange paralleller til dværgene.
Alferne mistede meget af deres religiøse betydning i forbindelse med religionsskiftet. 
I modsætning til de store navngivne guder gik udviklingen dog langsommere, og levn af alfekulten overlevede langt op i moderne tid. Opfattelsen af dem ændrede sig dog; i det 16. århundrede skete der tilsyneladende en ændring, da de blev til de små skadefro ånder, de har været i folkloren indtil moderne tid. I det 19. og 20. århundrede er alferne blevet knyttet til feer, som oprindeligt stammer fra den engelske folklore. Efter romantikken, er de i litteraturen ofte blevet brugt allegorisk som repræsentanter for uspolerede og naturlige erotiske følelser.[kilde mangler]

## Etymologi
Navnet alf kommer fra proto-germansk *albiz (eller *alboz), der på norrønt blev álfr, på angelsaksisk til oaf og ælf (flertall ylfe) og oldhøjtysk alp. Den formodede oprindelse til det proto-germanske ord kan være det proto-indoeuropæiske *albho-, der betyder hvid/skinnende/strålende.
Begrebet er blevet bevaret og videreført i flere nordiske fornavne, som fx Alf, Alfhild, Alfar (Halfard). Alf var også en særlig populær komponent i angelsaksiske navne, fx mandsnavne som Ælfræd Alf-råd (moderne form: Alfred), Ælfwine Alf-ven (moderne form: Alfin), Ælfric Alf-hersker (moderne form: Eldridge), og kvindenavne som Ælfflæd (Alf-skønhed).
Det kendes ingen oplagt parallel udenfor de germanske sprog, men det er forsøgsvis blevet sammenlignet med ṛbhu, en form for skytsånder i hinduistiske mytologi.[kilde mangler]

## Relationer til andre guder
Jacob Grimm har foreslået flere forbindelser mellem alfer og andre grupper af mytologiske væsner (vættir). Kapitel 17 af hans værk Deutsche Mythologie (1835) er et komparativ diskussion over mulige forbindelser. Han bemærker bl.a. at i Ældre Edda kobles Æsir og álfar i flere tilfælde sammen, en forbindelse, som gentages i angelsaksisk tekster for ês og ylfe. En væsentlig forskel mellem de to grupper er dog, at mens alfer er underjordiske, så er aserne ’oven på jorden’ eller i himlen. Menneskene kan dog forvente hjælp fra begge grupper.
Digtet Hrafnagaldr Óðins  indledes med følgende remse: Alföðr orkar, álfar skilja, vanir vita. Det kan oversættes med Alfader virker, (formår, udretter) Alfer skjelne, (forstår) Vaner vide, og det tildeler alferne en prominent plads, placeret mellem de to vigtigste gudeslægter aser og vaner og før de øvrige magter. Sophus Bugge mener dog, at digtet stammer fra det 17. århundrede, og afviste derfor at inkludere det i Ældre Edda. I de senere år er det synspunkt blevet udfordret, og det dateres nu til 14. århundrede. Digtet kan derfor afspejle før-kristne forestillinger.
En anden gruppe af magter, der har forbindelser til alferne, er vanerne, og bl.a. Folke Ström har påpeget, at grænserne mellem de to grupper er meget uklare. En vigtig forbindelse er, at vanen Frej beskrives som vanernes konge, og at Alfheim omtales som den gave, han fik, da han fik sin første tand (’tannfé’). Anne Holtsmark har derfor foreslået, at den rituelle fest alfeblót har været rettet mod ham. Hilda Ellis Davidson mener, at forbindelsen mellem vaner og alfer især styrkes af, at både Frej og alferne er knyttet til frugtbarhed og de døde i gravhøjen. Men på trods af, at alfer og vaner tilsyneladende bruges som synonymer, mener Holtsmark alligevel, at de blev opfattet som særskilte grupper, fordi vanerne i myterne konsekvent omtales som egentlige guder, mens alfer blot omtales som guddommelige væsener.
Et særligt omdiskuteret emne i studiet af nordisk religion er forholdet mellem alfer og dværge. I de opremsninger af guddommelige slægter (fx i Alfíssmál) fremstilles Æsir (aser), álfar (alfer), Vanir (vaner), goð (guder), męnn (mennesker), ginregin (kvindeguder?, jǫtnar (jætter), dvergar (dværge) og de som er i Hęl, som adskilte grupper. I Middelhøjtysk tradition skelnes der også mellem elbe (alfer) og getwerc (dværge). På den andre siden er der i andre tekster et nært slægtskab mellem alfer og dværge. Et eksempel på dette er, at flere dværge har alfenavne, dvs. ordet alf indgår som led (fx Álfr (Alf), Alberich (Alfekonge), Vindalf og Gandalf (Stavalf)).
At alf etymologisk forbindes med *albiz og albus (hvid/skinnende/lysende) blev af Grimm tolket som et tegn på en oprindelig dichotomi (todeling) mellem hvide og sorte ånder. Han mente, at den korresponderende til skelnen mellem alfer og dværge. Denne teori understøttes til dels af begreberne ljósálfar (lysalfer) og døckálfar, (mørkalfer) i den norrøne litteratur. Snorre Sturlason fortæller i Gylfaginning:
| “Sá er einn staðr þar, er kallaðr er Álfheimr. Þar byggvir fólk þat, er Ljósálfar heita, en Dökkálfar búa niðri í jörðu, ok eru þeir ólíkir þeim sýnum ok miklu ólíkari reyndum. Ljósálfar eru fegri en sól sýnum, en Dökkálfar eru svartari en bik.” | “Et af dem kaldes Alfhejm; der bor det Folk, som hedder Lysalfer, men Mørkalferne bor nede i Jorden, og ligner dem ikke i Ydre, men endnu langt mindre i Væsen. Lysalferne er klarere end Solen, men Mørkalferne er sortere end Beg.” |

Introduktionen af begrebet svartálfar (“sortalfer”) bringer dog forvirring i systemet, først da han synes at bruge ordet synonymt med “mørkealfer”, siden når han identificerer dem med dværgene, og lader dem bo i Svartálfaheim (Svartalfheim). Dette fik den systematisk anlagte Grimm til at antage et tredelt forhold mellem lyse, mørke og sorte alfer, hvor kun den sidstnævnte gruppe er identisk med dværgene, mens de mørke alfer er en mellemliggende klasse, der beskrives som ikke fuldkomment sorte, men mere som dæmpede, formørkede. Som støtte for denne mellemkategori mellem lysalfer eller “egentlige alfer” på den ene side, og de sorte alfer eller dværgene på den andre siden, brugte Grimm de skotske brownies (en ækvivalent til de skandinaviske nisser) og andre folkloristiske traditioner, hvor dværglignende væsner er klædt i gråt eller brunt.[kilde mangler] Folke Ström er enig i, at forestillingerne om lysalfter og mørkalfer kan bygge på før-kristne traditioner, modsat Anne Holtsmark, der mener, at Snorres fremstilling af lysalfer, svartalfer og Alfheim er påvirket af kristne forestillinger om engle og djævle.
Grimms konklusion var, at klassifikationen “alf” ikke skal betragtes som fastlåst, men den kan både mindskes og strækkes i forskellige sammenhænge. Det viser, at den førkristne mytologi ikke havde problemer med overgangsformer. Gro Steinsland har en forklaring på den slags selvmodsigelser. Hun mener, at det skyldes, at den før-kristne mytologi aldrig har udgjort en entydig størrelse, hvor man over hele det geografiske område, mytologien var kendt, havde de samme forestillinger. Mytologien bestod i stedet af mange lokale mytologier, der delte så mange lighedstræk, at vi med en vis ret kan tale om en nordisk/germansk mytologi.

## Germansk mytologi
Fra angelsaksiske og tyske kilder har vi levn til en ældre traditioner vedrørende alfer. Her omtales der i flere middelalderlige tekster stærkt lysende væsener, der lever i himlen. De optræder under navne som alp og ælf, og er figurer, som i høj grad minder om de alfer, der beskrives i nordiske kilder. Et af fællestrækkene ved disse væsner er, at de, udover deres overnaturlige skønhed, var potentielt farlige. I forskellige fortællinger kan de optræde som både hjælpere og skadevoldere. I bl.a. digtet Beowulf beskrives de som dæmoner. Tyske folkesagn om den Hvide Frue (Weisse Frauen) er blevet tolket som levn efter før-kristne tyske forestillinger om lysalfer eller diser. Det er et farligt væsen, der kan vogte et forsvundet slot eller en skat, og som med sit smukke udseende lokker unge mænd til sig.
Den angelsaksiske form af det nordiske álfr er ælf (flertal ælfe med regionale og kronologiske varianter som ylfe og ælfen). I angelsaksisk litteratur optræder begrebet mest i oversættelser af græsk-romersk litteratur, hvor det bruges i stedet for nymfe. De få kilder til den angelsaksiske tradition tyder på, at ylfe hovedsageligt blev opfattet som ondsindede, skadelige væsener. Selv om alfer blev betragtet som smukke og potentielt hjælpsomme væsener i nogen dele af det engelsktalende samfund, bliver de i angelsaksisk litteratur i reglen karakteriseret som dæmoner, eksempelvis i linje 112 af Beowulf. Ordet “oaf” er en variant af ordet alf, men det refererede sandsynligvis oprindeligt enten til en skifting eller til en person, der er forhekset af alfer. En metrisk besværgelse fra 10. århundrede kunne yde beskyttelse “mod stikkende smerte” (Wið færstice), fx reumatisme. Af besværgelsen fremgår det, at sådanne smerter skyldtes projektiler fra enten ése (aser], ylfe eller hekse (gif hit wære esa gescot oððe hit wære ylfa gescot oððe hit wære hægtessan gescot), dvs. hekseskud eller elverskud.
Parallelt med de norrøne forestillinger om alfers store skønhed, findes der i nogle angelsaksiske digte referencer til en lignende forestilling gennem ord som ælfsciene (alfe-skøn), der blev brugt om forføreriske smukke bibelske kvinder; fx i Judit og Genesis A (Første Mosebog).

## Nordisk mytologi
På norrønt blev alferne kaldt for álfar (ental navneform álfr). De er kollektive guddomme, knyttet til forfædrene og frugtbarhed. Som ånder er alferne ikke bundet af fysiske begrænsninger, men kan gå gennem vægge og døre som spøgelser, det bliver bl.a. fortalt i Norna-Gests þáttr. Deres domæne var kulturlandskabet, dvs. de tilhørte menneskenes verden, i modsætning til den vilde natur, der i den nordiske kosmologi var jætternes. De optræder i flere forskellige typer kilder, mest i sagaer og heltesagn, og kun sjældent i gudemyter. Anders Bæksted påpeger dog, at det i realiteten er vanskeligt at skelne skarpt mellem kategorier af lavere guddomme i teksterne, da det enten ikke specificeres hvilke form for væsen, der beskrives, eller også tillægges de karaktertræk, som egentlig er knyttet til andre grupper. Et eksempel er smeden Vølund, der i digtet Volundarkviða identificeres som “alfernes hersker” (vísi álfa) og “én blandt alfefolket” (álfa ljóði). I en yngre prosaintroduktion til samme digt identificeres han som søn af Finne-kongen (“finnerne” var en af datidens betegnelser for samerne, et folk, som var respekteret og frygtet for deres shamanistiske magi). Mens han i andre kilder har dværgetræk eller optræder som et menneske i karakter og følelse.
I nordisk tankegang kunne en mand og en kvinde godt få børn sammen selv om de tilhørte forskellige racer af guddommelige væsner, det gælder fx Þiðrekssaga. Her bliver en menneskelig dronning overrasket over at opdage, at den elsker, som gjorde hende gravid, var en alf, og ikke et menneske. I Rolf Krakes saga leder en sejdkvinde en stor hær, der består af stærke krigere, ugerningsmænd, norner og alfer. Alfer knyttes her til det overjordiske og magiske. I andre fortællinger fremgår det, at mennesker kan blive ophævet til status af alf efter døden, eller opholde sig i alfernes verden. Det gælder bl.a. den norske småkonge Olav Geirstadalf Gudrødsson.[kilde mangler] I Heimskringla og i fornaldarsagaen Þorsteins saga Víkingssonar (Torstein Viking søns saga) findes en redegørelse om en slægt af lokale konger, som herskede over Alfheim (Álfheim), et område som synes at modsvare den nuværende svenske provins Bohuslän og den norske landsdel Vingulmark (landet som omkranser Oslofjorden). Det fortælles, at fordi de havde alfeblod i årene, var de smukkere og mere statelige end de fleste andre mennesker. I slutningen af den legendariske Ynglingesaga fra Heimskringla nævnes en Alfarim som konge i Alfheim, hans datter hed Alfhild. Og en kong Alfgeir, hvis søn hed Gandalf.
At alferne ikke kun var godgørende, men også havde dæmoniske og destruktive sider, kan bevidnes i de talrige ord for sygdomme, eksempelvis den gamle betegnelse for nældefeber (egentlig “alfeblest”),
I skjaldedigtene, fornaldarsagaene og i Ældre Edda bliver alferne knyttet til aserne (den mest magtfulde gudeslægt), noget der i særdeleshed afspejles i den ofte forekommende frase “aserne og alferne”. Med det menes der antagelig “alle guderne”. Selve ordet guð er et neutrumsord, der bruges om guderne som et kollektiv. De nordiske guder er hverken almægtige eller alvidende, men er afhængige af andre arter for at opretholde orden i kosmos. Af guderne knyttes alferne specielt til vanerne. Den ældste vanegud er Njord, som er blevet knyttet til fallosdyrkelsen i “de hellige hvide sten” som findes spredt langs Norskekysten. Njord blev videreført eller afløst af Frej, fremstillet som hans søn. Og dyrkelsen af Frej bevidnes i en række stednavne over hele Norden. Grímnismál fortæller, at Frejs bolig er Alfheim, og derfor knyttes han til alferne:
| Alfheim Frøy fekk i fyrndeheimen av tivar i tann-fe. | Alfhjem til Frey gav Guder i årle Tider til Tandgave. |

Tannfé var den gave, barnet modtog, når dets første tand brød frem.
I eddadigtet Alvísmál er alferne beskrevet som noget andet end både vanerne og aserne, hvilket er blevet påvist gennem en række sammenligninger af navne, hvor aser, vaner og alfer har deres egne versioner for forskellige ord. Det tolkes som regel som en refleksion af deres forskellige karaktér, og angiver muligvis en statusforskel mellem frugtbarhedsguderne og alferne. I Lokasenna fortælles det, at en stor gruppe af både aser og alfer var forsamlet ved Ægirs gilde. Og det fremgår også, at flere mindre magter var til stede som gudernes tjenere; bl.a. Byggve og Bøyla, der præsenteres som Frejs tjenere. Det er blevet antaget, at de var alfer, da de ikke regnes blandt guderne. Ægir havde to tjenere, Fimafeng (som Loke dræbte) og Elde, men Ægir var jætte, så det er endnu mindre sandsynligt, at de var alfer.[kilde mangler]

### Alfekult
Som potentielt godgørende har mange af alferne været genstand for religiøs kult. Spørgsmålet om baggrunden for dyrkelsen af alferne er nært knyttet til spørgsmålet om deres karakter og oprindelse, der stadig er omstridt og uforløst. I forskningen har der hidtil været to dominerende forklaringsmodeller for alfernes funktion. Ifølge den første, er de repræsentanter for de døde slægtninges ånder, der er gået over til en ny tilstand. I denne model var kulten en forfædrekult, hvor døds og frugtbarhedsritualer blev kombineret, den bagvedliggende forestilling kan således have været, at forfædrene rådede over jordens kraft og spiring. Der findes kilder, der tyder på, at visse mennesker efter døden er blevet ophævet til en ny status. Det gælder bl.a. den norske småkonge Olav Geirstadalf, der efter døden blev dyrket som et guddommeligt væsen. Hans navn peger på, at han blev opfattet som en alf. Ifølge den anden forklaringsmodel, er de gamle frugtbarhedsguder, som har mistet betydning.
Forestillingerne om alferne synes at svare til det, der i religionshistorien betegnes som Animisme, dvs. forestillinger om at naturfænomener, dyr og planter er besjælede. Animisme kendes fra næsten alle traditionelle religioner i hele verden. Fra nordisk kultur kendes en række forskellige ånder, der er knyttet til forskellige forhold, fx diser, fylgjer, vardøger (varslende følgeånd).
Der kendes flere kilder til den store årlige fest for alferne, det såkaldte alfeblót, men selve indholdet er alligevel næsten ikke kendt. Folke Ström mener, at denne højtid blev fejret ved afslutningen af høsten. At festen blev regnet som meget hellig fremgår af digtet Austrfaravísur fra omkring 1020 af Sigvat Tordsson. Han fortæller om en rejse mod øst til Sverige. Som kristen blev han en sen aften nægtet at komme indenfor i et hedensk hus i Sverige eftersom de holdt álfablót der. Hvad dette blót indebar fortæller han ikke. Og der findes heller andre tekster, der med sikkerhed fortæller, hvordan det fandt sted. I henhold til andre former for blót, var denne type antagelig også centreret omkring ofring af mad. I senere nordisk folklore er der flere steder blevet opretholdt en tradition omkring ofringer til alferne i tilknytning til frugtbarhed og forfædrene. Et eksempel er de svenske älvkvarnar, der var skålgruber fra bronzealderen, som man op til moderne tid har brugt til at ofre madvarer i til älvor.[kilde mangler]
I Kormaks saga findes en redegørelse for, hvordan en ofring til alferne kunne udføres. Dette ritual kunne hjælpe mod alvorlige sår fra slagmarken:
Torvald bedredes langsomt, og da han kunne støtte seg på benene, farer han og treffer Tordis og spør henne, hva han helst kunne få helsebot av. Hun sier: “Der er en haug ikke langt herfra som der bor alfer i; du skal få fatt i den gra-oksen som Kormak drap og øse oksens blod utover haugen og gjøre veitsle for alfene av kjøttet, så blir du nok bedre.” 

## Folklore og moderne fremstillinger
Forestillinger om alfer levede videre i hele Nordeuropa, også efter det før-kristne trossytem var forsvundet og kristendommen blevet den dominerende religion. I den nordiske folklore, der er en sammenblanding af levn fra den nordiske mytologi med elementer fra den kristne, udviklede alferne sig til forskellige former i de forskellige lande. De blev til en vis grad blandet sammen med dværgene og vætterne, og ligger til grund for folketroens nisser, tomter, gårdboer, elverfolk og nøkker. I Danmark fik de navnet elverfolk eller ellefolk, de boede i reglen i det uopdyrkede land og i gamle gravhøje, og kunne forføre unge mænd, som blev bjergtaget. Elverpiger var unge og smukke og blev ofte set dansende på enge eller i moser, mens mændene var gamle. Man kunne kende en elverpige på hendes hule ryg. I Sverige bliver de kaldt alf eller älva (henholdsvis hankøn- og hunkønsformer). I norsk folklore optræder ordet alf kun sjældent, og når det gør, er det altid benyttet som synonymt for huldrefolk eller vætter; en kategori af små underjordiske væsener, som måske er mere beslægtet med norrøne ældre dværge end alferne. Disse er også sammenlignelige med de islandske huldufólk. I England har de også fået en mindre skikkelse, og lever som regel under jorden i bakker og bjerge, eller i brønde og kilder.[kilde mangler]
Under den romantiske strømning i 19. århundrede, særligt på De Britiske Øer, blev alferne i litteraturen og kunsten fremstillet på en ny måde, der byggede på den oldislandske litteratur. Her fik de deres menneskelige størrelse tilbage, og i tegninger og på malerier blev de afbildet som meget smukke unge mænd og kvinder. De romantiske fremstillinger gav inspiration til elvere i 20. århundredes fantasylitteratur. Især J. R. R. Tolkiens værker, herunder den posthumt udgivne Silmarillion. I den behandlede Tolkien forholdet mellem lysalfer, mørkalfer, svartalfer og dværge, hovedsageligt på grundlag af nordisk mytologi. Disse fremstillinger har dannet grundlag for elvere i utallige bøger, film, computerspil og rollespil.[kilde mangler]
I Danmark og Sverige er ordet “alfer/älvor” i 19. og 20. århundrede ofte blevet brugt som oversættelse for de britiske “fairies”, der ellers oversættes med “feer”. Et eksempel er H.C. Andersens eventyr Alfen og rosen, hvori alfen beskrives som meget lille og bevinget. I hans rejsebog Skyggebilleder fra 1831 bliver alfer dog fremstillet i den mere traditionelle form.